# Redondela (La Coruña)
Redondela es un núcleo diseminado del municipio coruñés de Mañón, en España. El INE le atribuye una población de 11 habitantes a 1 de enero de 2008. Su código postal es el 15339.
Es uno de los 43 núcleos de los que se compone la población de Mañón, existiendo un total de cinco poblaciones en el municipio.